# آکیو نوگوچی
آکیو نوگوچی (انگلیسی: Akiyo Noguchi; ۳۰ مهٔ ۱۹۸۹) سنگ‌نورد زن اهل ژاپن است.